# Cheikh Ndoye (football, 1992)
Pour les articles homonymes, voir Ndoye.
Ne doit pas être confondu avec Cheikh Ndoye (football, 1986).
Cheikh Ndoye, né le 21 septembre 1992 à Dakar (Sénégal), est un footballeur international sénégalais qui joue au poste de gardien de but à l'ASC Jaraaf.

## Biographie
Cheikh Lô Ndoye né à Dakar le 21 septembre 1992 est un joueur sénégalais de football qui joue au poste de gardien de but.

### Carrière en club
Cheikh Lô Ndoye a commencé sa carrière de footballeur professionnel à ASC Renaissance de Dakar. Après avoir fait ses preuves avec le club de Dakar-Plateau, il rejoint le club le plus titré du Sénégal de ASC Jaraaf en septembre 2016. Un an après son arrivée, il quitte le club de la Médina pour s'engager chez les Huiliers de Diourbel avec ASC Sonacos en novembre 2017. Cheikh Lô Ndoye signe son retour avec ASC Jaraaf en août 2018 en provenance des Huiliers de Diourbel. Faisant partie des joueurs clés de ASC Jaraaf, il a remporté la coupe du Sénégal 2023 et est champion du Sénégal pour l'édition 2025. Cheikh Lô Ndoye a été sacré meilleur footballeur local de la saison 2023-2024 par l’Association nationale de la presse sportive (ANPS)

### Carrière en équipe nationale
Après avoir été présélectionné avec l'équipe nationale A du Sénégal en 2019, Cheikh Lô Ndoye décroche sa première sélection officielle en octobre 2024 pour la double confrontation entre le Sénégal et le Malawi, comptant pour les 3e et 4e journées des éliminatoires de la Coupe d’Afrique des Nations (CAN) 2025.

## Palmarès

### En club
ASC Jaraaf
- Championnat du Sénégal (1)
  - Champion : 2025
- Coupe du Sénégal (1) 
  - Vainqueur: 2023
  - Finaliste : 2025

### Distinctions individuelles
- Équipe Type Championnat du Sénégal de football 2024